# 4 Korpus Pancerny (ZSRR)

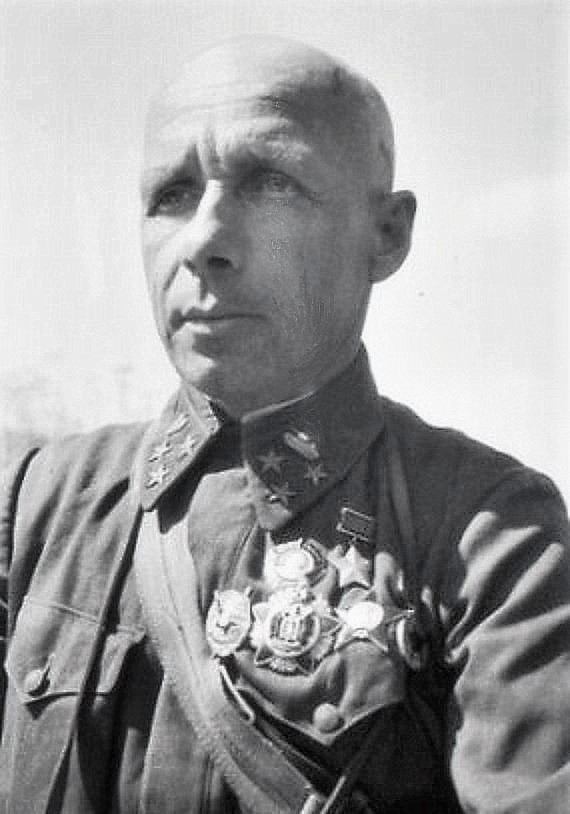
Gen. mjr Wasilij Miszulin, pierwszy dowódca 4 Korpusu Pancernego

4 Korpus Pancerny (ros. 4-й танковый корпус) – jednostka pancerna Armii Czerwonej z okresu II wojny światowej.
4 Korpus Pancerny (4 KPanc.) utworzony został rozkazem z 31 marca 1942. W dniu 1 lipca miał na wyposażeniu 179 czołgów i dowodzony był przez gen. mjra Wasilija Miszulina. Pod koniec roku uczestniczył w operacji Uran, w czasie której okrążono i zniszczono wojska niemieckie w Stalingradzie. 4 KPanc. 23 listopada 1942 połączył się z 4 Korpusem Zmechanizowanym pod Kałaczem zamykając pierścień okrążenia wokół wojsk niemieckich walczących w Stalingradzie.
W związku z bohaterstwem i odwagą wykazaną przez żołnierzy 4 KPanc. w czasie walk pod Stalingradem jednosta został przemianowana na 5 Gwardyjski Korpus Pancerny.

## Dowództwo korpusu
Dowódcy:
- gen. mjr Wasilij Miszulin (31.03.1942 – 18.09.1942),
- gen. mjr Andriej Krawczenko (18.09.1942 – 07.02.1943)

Szefowie sztabu:
- płk Dmitrij Bachmetiew (31.03.1942 – 00.05.1942)[3]. ok

## Struktura organizacyjna
Skład w latach 1942–1943:
- 45 Brygada Pancerna
- 47 Brygada Pancerna
- 102 Brygada Pancerna
- 4 Brygada Piechoty Zmotoryzowanej[3]. ok